# 真夏の死
『真夏の死』（まなつのし）は、三島由紀夫の短編小説（三島自身はノヴェレットとしている）。同作品を収録した短編集にも表題されることが多い（新潮文庫版など）。伊豆の海岸で2人の幼子を失った女性の物語。理不尽な悲劇から主人公がいかなる衝撃を受け、時の経過によって癒やされ、癒えきったのちのおそるべき空虚から、いかにして再び宿命の到来を要請するかという主題から、人間と宿命の関係を描いている。エピグラフには、ボードレールの『人工楽園』の一節が使われている。初の世界旅行（『アポロの杯』参照）から帰国し最初に発表した作品でもある。
なお、英訳版『真夏の死 その他』（Death in Midsummer and other stories）は、1967年度のフォルメントール国際文学賞で第2位を受賞した。この受賞作の同時収録は、「百万円煎餅〈Three Million Yen〉」「魔法瓶〈Thermos Flasks〉」「志賀寺上人の恋〈The Priest of Shiga Temple and His Love〉」「橋づくし〈The Seven Bridges〉」「憂国〈Patriotism〉」「道成寺〈Dōjōji〉」「女方〈Onnagata〉」「真珠〈The Pearl〉」「新聞紙〈Swaddling Clothes〉」である。他の候補作には、三島の『午後の曳航』や安部公房の『他人の顔』もあった。

## 発表経過
1952年（昭和27年）、雑誌『新潮』10月号に掲載された。単行本は、翌年1953年（昭和28年）2月15日に創元社より刊行された。雑誌掲載時にあった末尾の2行は、単行本収録に当たって削除され、これが定稿となった。文庫版は1970年（昭和45年）7月15日に新潮文庫で刊行された。
翻訳版はエドワード・G・サイデンステッカー訳（英題：Death in Midsummer）をはじめ、イタリア（伊題：Morte di mezza setate）、ドイツ（独題：Tod in hochsommer）、フランス（仏題：La mort en été）、ポルトガル（葡題：Morte no verao）、中国（中題：仲夏之死）などで行われている。

## あらすじ
生田朝子（ともこ）は3人の子供の母である。ある夏の日、朝子は6歳の清雄、5歳の啓子、3歳の克雄と、夫の妹の安枝とで、伊豆半島の南端に近いA海岸の永楽荘に遊びに来ていた。事件は朝子が永楽荘の一室で午睡をしている間に起きた。3人の子供と安枝は海に出ていた。そして2人の子供、清雄と啓子は波にさらわれてしまう。驚いた安枝は海に向かうが、襲ってきた波に胸を打たれ心臓麻痺を起す。一時に3人の命が失われた。
1人残された子供の克雄を溺愛しつつ、この衝撃から朝子は時間の経過とともに立ち直っていくが、それは自分の意思に関係なく悲劇を忘却していく作業であった。朝子は自分の忘れっぽさと薄情が恐ろしくなる。朝子は、母親にあるまじきこんな忘却と薄情を、子供たちの霊に詫びて泣いた。朝子は、諦念がいかに死者に対する冒涜であるかを感じ、悲劇を感じようと努力をした。自分たちは生きており、かれらは死んでいる。それが朝子には、非常に悪事を働いているような心地がした。生きているということは、何という残酷さだと朝子は思った。
冬のさなか、朝子は懐胎する。しかし、あの事件以来、朝子が味わった絶望は単純なものではなかった。あれほどの不幸に遭いながら、気違いにならないという絶望、まだ正気のままでいるという絶望、人間の神経の強靭さに関する絶望、そういうものを朝子は隈なく味わった。そして晩夏に女児・桃子を出産する。一家は喜んだ。
桃子が産まれた翌年の夏、事件があってから2年が経過した晩夏、朝子は夫に、A海岸に行ってみたいと言い出す。夫・勝は驚き反対したが、朝子が同じ提言を3度したので、ついに行くことになった。勝は行きたい理由を問うたが、朝子はわからないという。家族4人は波打ち際に立った。勝は朝子の横顔を見ると、桃子を抱いて、じっと海を見つめ放心しているような、何かを待っている表情である。勝は朝子に、一体何を待っているのか、訊こうとしたが、その瞬間に訊かないでもわかるような気がし、つないでいた息子・克雄の手を離さないように強く握った。

## 主題・構成
『真夏の海』は、伊豆今井浜で実際に起こった水死事故を下敷きにして組み立てた小説であるが、三島由紀夫は作品の〈眼目〉を〈最後の一行にある〉として、この最後の〈一点を頂点とした円錐体をわざと逆様に立てたやうな、普通の小説の逆構成〉を方法論として考えたとしている。そして、〈通常の意味での破局（カタストロフ）が冒頭にあり、しかもその破局には何の必然性〉もなく、〈その必然性としての宿命が暗示されるのは最後の一行〉であるとしながら、通常のギリシャ悲劇であれば、この最後の一行から始まり、〈冒頭の破局を結果とすべき〉ところを、『真夏の死』では、それをあえて〈逆様〉に構成したと自作解説している。

## 作品評価・研究
『真夏の死』は発表当時に、創作合評などで「小説らしい小説」、「時間と人間と事件」の「三つの関係を直覚的につかんでいる」として好評され、同時代的にも総じて高く評価された作品である。本格的な論究としては、主人公・朝子に仮託された三島の内面主題を考察するものが多い。
野口武彦は、三島が世界旅行から帰国したばかりで、エーゲ海の耀きの明るさの「陰画」のような海と〈死〉の影がさした『真夏の死』を書いたことに触れ、三島にとり「終戦の日」が「終末にして始まりの年の〈夏〉」のイメージとして刻印されているとし、「三島由紀夫氏の内面世界にあっては、〈夏〉は〈死〉を触媒にして永遠の季節にまで明るく凍結してしまった」と考察している。そして『真夏の死』というタイトルは、「夏の訪れる死」という意味でなく、「〈夏〉と〈死〉とはこの作家の辞書のなかでは、たとえ同義語ではないにもせよ、完全な等価物なのである」と野口は論じている。
さらに野口は、三島が戦争末期の青空の夏雲に見た「死神の姿」が作品の描写の中で告白されているとし、作品として「戦後社会の平凡な死の事件をいわば形而上化して見せること」で、改めて三島が自らの「〈死〉の主題」を「再確認」していると考察し、『真夏の死』をその後の三島の後継作品の系譜の「予感的作品」として位置づけている。
田坂昂は、ヒロイン・朝子が最後の場面で、海岸の波打際に立って見つめる夏空の印象的な描写について、それは単なる風景描写だけではなく、「作者本然の心象風景」だとし、それは『仮面の告白』で見られた夏の海や沖の雲も想起される風景であり、「三島文学の最も根源的な方法と内容、形態と構造」を語っているようにみえると論考しながら、〈何事かを待つてゐる〉朝子は三島自身でもあるとし、朝子がもう一度味わいたいと無意識のうちに待っている〈死の強ひた一瞬の感動〉は、戦争末期におぼえた作者・三島自らの〈死の恐怖と甘美〉の忘れることのできない記憶と通いあうのではないかと考察している。
そして、夏空の中に一度あらわれた〈怖ろしい大理石の彫像〉は、三島が戦時にみた怖ろしい〈死の魔神の姿〉であり、朝子一家をおそった〈真夏の死〉が日常生活の支配的な時代のなかで薄れながらも記憶の中に呼び覚まされるのは、三島にとっての「敗戦真近の酷烈な死」を湛えた夏の記憶の蘇りを象徴していると解説し、ボードレールの『人工楽園』の一節〈夏の豪華な真盛の間には、われらはより深く死に動かされる〉がエピグラフに掲げられている『真夏の死』を支配しているのは、〈怖ろしい風姿〉の「死の魔神から放射される死の視線」だと評している。
西本匡克は、磯田光一が三島文学における基本的テーマの一つとして指摘した「現実の〈人生〉が不完全かつ曖昧なもので、華麗な〈死〉においてこそ〈美〉と〈完成〉が具現する」という考察を踏まえながら、戦争中の動乱の中に召集を受け、「死を賭けた戦いの情念」や、医師の誤診による「即日帰郷という運命」に出逢った三島が、「御国の為に命を投げ出す純粋なあの時の心境」を再び見つめようとしたのが、『真夏の死』の主題ではないかと論考し、「日本の敗戦」という事実を知った時のあの「挫折感」は、青年の三島にとってあまりにも大きすぎたのであると解説している。
そして西本は、戦後の繁栄と平和な日常生活が安定して確立しだした1952年（昭和27年）の執筆当時の「小市民社会」の中、敗戦の夏の日の「沸き立つ入道雲」の中、世界旅行中の「ギリシャのエーゲ海」の中、海をバックに逆なでするような『真夏の死』の「逆構成の知的場面」の中に、三島が「〈死〉をダブルイメージ化して形象化」したと考察しながら、それは、極限状態における「生の実在感」であり、死を描くことによって「生の現象的な意味」を探ろうとしたものだとし、「死によって、生を可能ならしめるという論理は、三島そのものの気質と体験の見事な結晶」であると論じ、『真夏の死』の脱稿日が1952年（昭和27年）の「8月15日」であることも指摘している。

## ラジオ朗読放送
- 私の本棚『真夏の死』（NHKラジオ第一）
  - 1954年（昭和29年）7月15日 - 24日（全9回）
  - 出演：樫村治子
- 朝の朗読『真夏の死』（中部日本放送）
  - 1965年（昭和40年）5月4日 - 25日（全19回）
  - 出演：伊藤友乃

## おもな収録刊行本

### 単行本
- 『真夏の死』（創元社、1953年2月15日） NCID BN13927797
  - 装幀：林武。紙装。黄色帯。210頁
  - 収録作品：「真夏の死」「クロスワードパズル」「美神」「翼」「只ほど高いものはない」「卒塔婆小町」
- 文庫版『真夏の死 他五篇』（角川文庫、1955年8月20日）
  - 緑色帯。解説：奥野健男
  - 収録作品：「怪物」「大臣」「親切な機械」「獅子」「クロスワードパズル」
- 文庫版 『真夏の死――自選短編集』（新潮文庫、1970年7月15日。改版1996年7月15日。新版2020年11月）
  - 自作解説：三島由紀夫。新版解説：津村記久子（追加、カバーデザインも変更）
  - 収録作品：「真夏の死」「煙草」「春子」「サーカス」「翼」「離宮の松」「クロスワードパズル」「花火」「貴顕」「葡萄パン」「雨のなかの噴水」
- 英訳版『真夏の死 その他』 “Death in Midsummer and other stories”（訳：エドワード・G・サイデンステッカー、ドナルド・キーン、アイヴァン・モリス、ほか）（New Directions、1966年。Penguin Books Ltd、1986年）
  - 収録作品：真夏の死（Death in Midsummer）、百万円煎餅（Three Million Yen）、魔法瓶（Thermos Flasks）、志賀寺上人の恋（The Priest of Shiga Temple and His Love）、橋づくし（The Seven Bridges）、憂国（Patriotism）、道成寺（Dōjōji）、女方（Onnagata）、真珠（The Pearl）、新聞紙（Swaddling Clothes）
  - ※ 1967年（昭和42年）度のフォルメントール国際文学賞（英語版）第2位受賞。

### 朗読CD
- 『真夏の死』（新潮社、2002年9月25日）
  - ケース装画：武蔵篤彦。装幀：新潮社装幀室
  - CD2枚（142分）。ライナーノート（作品解説：大河内昭爾）
  - 朗読：蟹江敬三。演出：香西久。音楽：浦尾画三（トリトーン）

### 全集
- 『三島由紀夫全集6巻（小説VI）』（新潮社、1973年9月25日）
  - 装幀：杉山寧。四六判。背革紙継ぎ装。貼函。
  - 月報：ドナルド・キーン「三島由紀夫と海外の批評」。《評伝・三島由紀夫 5》佐伯彰一「二つの遺作（その4）」。《同時代評から 5》虫明亜呂無「主として『真夏の死』をめぐって」
  - 収録作品：「女流立志伝」「偉大な姉妹」「箱根細工」「椅子」「死の島」「翼」「右領収仕候」「手長姫」「朝顔」「携帯用」「離宮の松」「クロスワード・パズル」「学生歌舞伎気質」「近世姑気質」「金魚と奥様」「真夏の死」「二人の老嬢」「美神」「江口初女覚書」「旅の墓碑銘」「急停車」「卵」「不満な女たち」「花火」「ラディゲの死」
  - ※ 同一内容で豪華限定版（装幀：杉山寧。総革装。天金。緑革貼函。段ボール夫婦外函。A5変型版。本文2色刷）が1,000部あり。
- 『三島由紀夫短篇全集』〈下巻〉（新潮社、1987年11月20日）
  - 四六判。布装。セット機械函。2段組。
  - 収録作品：「家庭裁判」から「蘭陵王」までの73篇。
- 『決定版 三島由紀夫全集18巻・短編4』（新潮社、2002年5月）
  - 装幀：新潮社装幀室。装画：柄澤齊。四六判。貼函。布クロス装。丸背。箔押し2色。
  - 月報：酒井順子「究極の制服好き」。和田謙三「平岡公威さんとの忘れ難き出会い」。［小説の創り方18］田中美代子「拒んだ愛・拒まれた愛」
  - 収録作品：「果実」「鴛鴦」「修学旅行」「日曜日」「遠乗会」「孤閨悶々」「日食」「食道楽」「牝犬」「女流立志伝」「家庭裁判」「偉大な姉妹」「箱根細工」「椅子」「死の島」「翼」「右領収仕候」「手長姫」「朝顔」「携帯用」「離宮の松」「クロスワード・パズル」「学生歌舞伎気質」「近世姑気質」「金魚と奥様」「真夏の死」「二人の老嬢」「美神」「江口初女覚書」「雛の宿」「旅の墓碑銘」